# NGC 1273
NGC 1273 ist eine linsenförmige Galaxie vom Hubble-Typ S0 im Sternbild Perseus am Nordsternhimmel. Sie ist schätzungsweise 244 Millionen Lichtjahre von der Milchstraße entfernt, hat einen Durchmesser von etwa 55.000 Lichtjahren und ist Mitglied des Perseus-Haufens Abell 426.
Im selben Himmelsareal befinden sich u. a. die Galaxien NGC 1272, NGC 1274, NGC 1275, NGC 1277.
Das Objekt wurde am 14. Februar 1863 vom deutsch-dänischen Astronomen Heinrich d’Arrest entdeckt.